# Manos Katrakis
Manos Katrakis (řecky Μάνος Κατράκης, 14. srpna 1908 Kissamos – 3. září 1984 Athény) byl řecký divadelní a filmový herec. Účinkoval ve více než stovce filmů, byl také předsedou Řecké herecké asociace a uznávaným recitátorem poezie.
Narodil se na Krétě jako Emmanuil Katrakis, byl nejmladší z pěti dětí. Když mu bylo deset let, přestěhovala se jeho rodina za prací do Athén. V mládí se věnoval vrcholovému fotbalu, pak se zaměřil na herectví v souboru Mariky Kotopuliové. V roce 1928 natočil svůj první film Το λάβαρο του '21 a v roce 1931 se stal hercem Národního divadla. Za druhé světové války odešel z divadla a bojoval v řadách Fronty národního osvobození. V období občanské války byl pro své radikálně levicové postoje vězněn na ostrovech Makronisos a Agios Efstratios, po propuštění obtížně hledal angažmá. V roce 1961 ho Jorgos Tzavellas obsadil do role krále Kreonta ve zfilmování Antigony, za svůj výkon byl Katrakis oceněn na festivalu v San Francisku. Založil vlastní divadelní soubor Elliniko Laiko Theatro Manou Katraki, v sedmdesátých letech se vrátil do Národního divadla. Byl vypravěčem celovečerního dokumentárního filmu o životě Alexandra Velikého, který režíroval Nestoras Matsas. Jeho nejvýraznější rolí byl Spyros ve filmu Thea Angelopoulose Cesta na Kythéru (1984).
Byl třikrát ženatý, jeho poslední manželkou byla herečka Linda Alma. Katrakis proslul jako silný kuřák a zemřel ve věku 76 let na rakovinu plic.